# Charles Van Damme
Pour les articles homonymes, voir Van Damme.
Charles Van Damme est un directeur de la photographie et réalisateur belge né le 30 mai 1946 à Uccle.

## Biographie
Diplômé de l'INSAS (formation « Image ») en 1968, Charles Van Damme a surtout travaillé comme directeur de la photographie.
Il a réalisé un long métrage de fiction, Le Joueur de violon, présenté en sélection officielle au festival de Cannes en 1994.

## Filmographie partielle

### Directeur de la photographie
- 1973 : Ras le bol de Michel Huisman
- 1973 : Belle d'André Delvaux
- 1979 : Femme entre chiens et loups d'André Delvaux
- 1984 : Tir à vue de Marc Angelo
- 1986 : Mélo d'Alain Resnais
- 1988 : Noyade interdite de Pierre Granier-Deferre
- 1988 : L'Œuvre au noir d'André Delvaux
- 1990 : Bienvenue à bord ! de Jean-Louis Leconte
- 1993 : Archipel de Pierre Granier-Deferre
- 1996 : Passage à l'acte de Francis Girod
- 1997 : Combat de fauves de Benoît Lamy
- 2003 : Le Soleil assassiné de Abdelkrim Bahloul
- 2005 : Le Démon de midi de Marie-Pascale Osterrieth
- 2005 : Une fenêtre ouverte de Khady Sylla

### Réalisateur
- 1994 : Le Joueur de violon
- 2008 : Le Monologue de la muette (court métrage - coréalisatrice : Khady Sylla)

## Distinction
- 1987 : nomination pour le César de la meilleure photographie (Mélo d'Alain Resnais)

## Publication
- Le cinéma est un sport de combat !, coll. « Ciné-cinéma », Hémisphères éditions, 2017.
- Lumière actrice. Paris : FEMIS, 1987. (co-écrit avec Ève Cloquet)